# اونئوک
اونئوک (انگلیسی: ONEOK) شرکت توزیع گاز آمریکایی است، که در زمینه پالایش، انتقال و توزیع گاز طبیعی و ال‌ان‌جی فعالیت می‌نماید.
شرکت اونئوک در سال ۱۹۰۶ توسط دنیس توماس فلین راه‌اندازی شد. دفتر مرکزی این شرکت در شهر تالسا، اکلاهما، ایالات متحده آمریکا قرار دارد و بخشی از سهام آن در بازار بورس نیویورک معامله می‌شود.